# Nombre 205
El nombre 205 (CCV) és el nombre natural que segueix el nombre 204 i precedeix el nombre 206.
La seva representació binària és 11001101, la representació octal 315 i l'hexadecimal CD.
La seva factorització en nombres primers és 41×5.